# Бабинецька сільська рада (Погребищенський район)
| Бабинецька сільська рада — сільська рада у складі Погребищенського району Вінницької області. Адміністративний центр — село Бабинці. Сільській раді були підпорядковані населені пункти: - с. Бабинці - с. Бистрик |

## Склад ради
Рада складалася з 12 депутатів та голови.

## Керівний склад сільської ради
| ПІБ                   | Основні відомості                                                                      | Дата обрання | Дата звільнення |
| --------------------- | -------------------------------------------------------------------------------------- | ------------ | --------------- |
| Гнатюк Іван Федорович | Сільський голова, 1950 року народження, освіта, безпартійний                           | 26.03.2006   | 31.10.2010      |
| Гнатюк Іван Федорович | Сільський голов, 1950 року народження, освіта середня спеціальна, член Партії регіонів | 31.10.2010   |                 |

Примітка: таблиця складена за даними джерела